# Horabach
Horabach (früher auch Hornbach oder Herrabach genannt) ist ein Gemeindeteil der Gemeinde Neusitz im Landkreis Ansbach (Mittelfranken, Bayern). Horabach liegt in der Gemarkung Neusitz.

## Geografie
Der Weiler liegt am Erlbacher Bach, einem rechten Zufluss des Kirnberger Mühlbachs. Dieser fließt rechts in die Tauber. 0,5 km nördlich erhebt sich der Schloßberg (498 m ü. NHN). Eine Gemeindeverbindungsstraße führt nach Neusitz (1,5 km nordwestlich) bzw. nach Södelbronn (0,8 km südöstlich).

## Geschichte
In der Gemarkung Horabach weisen Fundstücke auf eine Besiedlung in der Bronzezeit hin. Auf dem Schloßberg befand sich eine Abschnittsburg – Hornburg genannt –, die im frühen Mittelalter errichtet wurde. In einer Urkunde, die im Zeitraum zwischen 1255 und 1275 entstanden sein muss, wird ein Heinrich von Hornburg erwähnt. Die Hornburg ist noch im Mittelalter abgegangen.
Der Ortsname Horabach leitet sich von einem gleichlautenden Gewässernamen ab, dessen Bestimmungswort „hor“ (mhd. Sumpf) ist. Im späten Mittelalter gab es in Horabach drei Grundherren. Die Rothenburger Dominikanerinnen erhielten 1255 vom Reichsküchenmeister Lupold von Nordenberg einen Anteil, der auch Anwesen in Horabach umfasste. 1331 waren es vier Güter. Des Weiteren war das Rothenburger Spital begütert. Sie kauften 1320 von Ritter Konrad von Tanne u. a. ein Gut samt Fischweiher in Horabach. Die Rothenburger Johanniter besaßen ein Gut, das sie 1302 für 271⁄2 Pfund Heller von Dietrich von Hornburg kauften.
1449 führte Markgraf Albrecht Achilles gegen die Reichsstadt Rothenburg Krieg und brannte dabei u. a. Horabach nieder. Der Wiederaufbau erfolgte von 1450 bis 1452.
1800 gab es in dem Ort acht Haushalte, die alle der Reichsstadt Rothenburg untertan waren.
Mit dem Gemeindeedikt (frühes 19. Jahrhundert) wurde der Ort dem Steuerdistrikt und der Ruralgemeinde Neusitz zugewiesen.

### Bodendenkmal
- Abschnittswall unbestimmten Alters auf dem Schloßberg.[9][10]

### Einwohnerentwicklung
| Jahr      | 001818 | 001840 | 001861 | 001871 | 001885 | 001900 | 001925 | 001950 | 001961 | 001970 | 001987 |
| Einwohner | 51     | 62     | 59     | 64     | 63     | 48     | 51     | 49     | 38     | 41     | 39     |
| Häuser    | 14     | 11     |        |        | 10     | 10     | 9      | 10     | 10     |        | 9      |
| Quelle    | [ 3 ]  | [ 12 ] | [ 13 ] | [ 14 ] | [ 15 ] | [ 16 ] | [ 17 ] | [ 18 ] | [ 19 ] | [ 20 ] | [ 1 ]  |

## Religion
Der Ort ist seit der Reformation evangelisch-lutherisch geprägt und bis heute nach Heilig Kreuz (Neusitz) gepfarrt. Die Einwohner römisch-katholischer Konfession sind nach St. Johannis (Rothenburg ob der Tauber) gepfarrt.

## Unternehmen
In Horabach gibt es drei landwirtschaftliche Betriebe.